# Byblis filifolia
Espèce
Classification phylogénétique
Statut de conservation UICN

 LC  : Préoccupation mineure
Byblis filifolia est une espèce de plantes à fleurs dicotylédone de la famille des Byblidaceae du genre Byblis. Elle est endémique à l'Australie.